# Sasaokaea
Sasaokaea là một chi rêu trong họ Amblystegiaceae.